# Giuseppe Corsi
Giuseppe Corsi Evangelisti (Vangelisti) (nazývaný Corso Celani nebo Corsi da Celano; 1631 nebo 1632 v hrabství Celano - po 10. březnu 1691 v Anconě nebo poblíž Modeny) byl italský skladatel duchovní hudby.

## Život
Giuseppe Corsi v mládí navštěvoval jezuitskou školu v Římě. Mimo jiné studoval kompozici u Giacoma Carissimiho. Corsi působil v několika městech jako kapelník, například v Gallese, Città di Castello, Neapoli, Římě, Loretu, Anconě a Parmě. Po vysvěcení na kněze působil v letech 1659 až 1661 jako kapelník v bazilice Santa Maria Maggiore, poté do roku 1665 v San Giovanni in Laterano a také v dalších kostelech. Mezi jeho studenty patří mimo jiné Giacomo Antonio Perti a Petronio Franceschini.
Za papeže Inocence XI. Giuseppe Corsi byl obviněn a odsouzen inkvizicí na základě obvinění, že zbavil nějakou ženu panenství. Byl mučen a později na dva roky uvězněn na zámku Rocca Albornoz v Narni.
16. června 1681 se stal kapelníkem na dvoře vévody z Parmy, v roce 1688 toto místo opustil, jelikož mu nabyl zvýšen plat. V roce 1691 složil moteto ve stylu Giovanniho Pierluigiho da Palestriny na objednávku prince Ferdinanda Medicejského.
Od Corsiho se dochovala jen vokální díla. Katalog jeho skladeb vytvořil Giovanni Tribuzio; obsahuje 83 děl, označovaných zkratkou TriCo a katalogovým číslem.